# Gold (album av Ryan Adams)
Gold är sångaren Ryan Adams andra soloalbum. Det gavs ut i september 2001. 

## Låtlista
Låtar där inget annat anges är skrivna av Ryan Adams.
1. "New York, New York" - 3:47
2. "Firecracker" - 2:48
3. "Answering Bell" - 3:02
4. "La Cienega Just Smiled" - 4:59
5. "The Rescue Blues" - 3:36
6. "Somehow, Someday" - 4:23
7. "When the Stars Go Blue" - 3:31
8. "Nobody Girl" (Adams, Ethan Johns) - 9:39
9. "Sylvia Plath" (Adams, Richard Causon) - 4:08
10. "Enemy Fire" (Adams, Gillian Welch) - 4:04
11. "Gonna Make You Love Me" - 2:34
12. "Wild Flowers" - 4:55
13. "Harder Now That It's Over" (Adams, Chris Stills) - 4:31
14. "Touch, Feel & Lose" (Adams, David Rawlings) - 4:13
15. "Tina Toledo's Street Walkin' Blues" (Adams, Ethan Johns) - 6:04
16. "Goodnight, Hollywood Blvd" (Adams, Richard Causon) - 3:23